# Bahía Röhss
La bahía Röhss es una bahía de 17 kilómetros de ancho, que se abre entre los cabos Broms y Obelisco, en el lado suroeste de la isla James Ross, Antártida. Su ancho decrece a 5 kilómetros cerca del fondo del saco, que se abre y penetra hacia el noreste por unos 20 kilómetros.
Hacia 1995, la bahía conservaba remanentes de la barrera de hielo Príncipe Gustavo, hoy desaparecida.

## Historia y toponimia
Fue descubierta en octubre de 1903 por la Expedición Antártica Sueca, al mando de Otto Nordenskjöld, y nombrado por él en honor a August y Wilhelm Röhss, comerciantes de Gotemburgo, que ayudaron a la expedición.

## Reclamaciones territoriales
Argentina incluye a la bahía en el departamento Antártida Argentina dentro de la provincia de Tierra del Fuego, Antártida e Islas del Atlántico Sur; para Chile forma parte de la comuna Antártica de la provincia Antártica Chilena dentro de la Región de Magallanes y de la Antártica Chilena; y para el Reino Unido integra el Territorio Antártico Británico. Las tres reclamaciones están sujetas a las disposiciones del Tratado Antártico.
Nomenclatura de los países reclamantes: 
- Argentina: bahía Röhss[8][9]
- Chile: bahía Röhss[3]
- Reino Unido: Röhss Bay[6]